# Harri Koskela
Harri Matias Koskela  (ur. 8 października 1965 w Lapui) – fiński zapaśnik w stylu klasycznym.
Na Igrzyskach Olimpijskich w Seulu w 1988 zdobył srebrny medal w wadze półciężkiej, przegrywając w finale z Bułgarem Atanasem Komszewem. Zajął jedenaste miejsce w Barcelonie 1992 i dwudzieste w Atlancie 1996. Do jego osiągnięć należą także dwa medale mistrzostw świata: srebrny (1990) i brązowy (1991). Ma w swoim dorobku również brązowy medal mistrzostw Europy (1987). Drugi w Pucharze świata w 1987. Zdobył cztery złote medale na mistrzostwach nordyckich w latach 1987 – 1994. Dziesięciokrotnie był mistrzem Finlandii (1987, 1988, 1989, 1990, 1991, 1992, 1993, 1994, 1995, 1996).